# Saint-Santin-de-Maurs
Saint-Santin-de-Maurs – miejscowość i gmina we Francji, w regionie Owernia-Rodan-Alpy, w departamencie Cantal.
Według danych na rok 1990 gminę zamieszkiwało 397 osób, a gęstość zaludnienia wynosiła 27 osób/km² (wśród 1310 gmin Owernii Saint-Santin-de-Maurs plasuje się na 472. miejscu pod względem liczby ludności, natomiast pod względem powierzchni na miejscu 637.). Nazwa miejscowości pochodzi od imienia św. Sanktyna.